# Los misterios de la carne
Los misterios de la carne es una obra de teatro de Juan José Alonso Millán, estrenada en 1980.

## Argumento
La obra está compuesta por tres breves historias, con el denominador común de desarrollarse en un cabaret y estar protagonizadas por un hombre que busca la forma de dar rienda suelta a sus instintos sexuales. En el primer caso, nos presenta a un rico y exitoso constructor llamado Remigio, quien nunca antes había sido infiel a su mujer, que acude a la búsqueda de una mujer lesbiana]. Pero, evidentemente, la escogida, al final resulta no serlo. La segunda parte está dedicada a Domingo, un vendedor en un sex-shop, y su historia con una muchacha llamada Viki. Finalmente la última historia es la de un millonario llamado Julián, quien decide buscar nuevas experiencias (en este caso la de la homosexualidad) en la persona de un travesti.

## Estreno
- Teatro Valle-Inclán, Madrid, 22 de enero de 1980.
  - Dirección: Juan José Alonso Millán.
  - Escenografía: Emilio Burgos.
  - Intérpretes: Rafael Alonso, Marisol Ayuso, Carmen Roldan, Yolanda Farr.